# American Scientist
American Scientist (неофіційно скорочено AmSci) — американський науковий і технологічний журнал, який видається раз на два місяці з 1913 року Sigma Xi, The Scientific Research Society. На початку 2000-х штаб-квартира була в Нью-Хейвені, штат Коннектикут. Кожен номер містить тематичні статті, написані видатними вченими та інженерами, які оглядають дослідження в галузях від молекулярної біології до комп’ютерної інженерії.
Кожен випуск також містить роботи карикатуристів, у тому числі Сідні Гарріс, Беніта Епштейн і Марк Хіт. Також додається Scientists' Nightstand, де оглядається широкий спектр наукових книг і романів.
American Scientist Online (ISSN 1545-2786) був запущений у травні 2003 року.[2]